# .pn
.pn은 핏케언 제도의 인터넷 국가 코드 최상위 도메인이다.

## 사용
공식 .pn 도메인 등록 비용은 연간 100달러이다. 이러한 도메인을 사용하는 사이트는 상대적으로 적지만 ESPN, Experian, C-SPAN, happn, Groupon 등이 URL 단축 서비스에 해당 도메인을 사용하고 있다.
다양한 두 글자 .pn 도메인 아래의 하위 도메인은 수많은 공급자에 의해 무료 리디렉션 및 도메인 이름으로 제공되었다. 2017년 8월, 그러한 제공업체 중 하나인 Free EU Hosting은 평판 문제로 인해 인기 있는 eu.pn 및 me.pn 하위 도메인을 중단하고 결국 서비스를 중단하고 기존 고객에게 대체 하위 도메인을 제공할 것이라고 발표했다.
.pn 도메인은 헝거 게임: 판엠의 불꽃 영화 시리즈를 홍보하는 라이언스게이트 마케팅 캠페인의 일부로도 사용되어 가상 국가인 파넴(Panem)의 "공식" 국가 코드와 국회의사당 및 반란을 위한 도메인으로 제시된다.

## 관리
ICANN은 원래 도메인 관리를 섬 주민인 톰 크리스티안(Tom Christian)에게 위임했다.